# 赤松桂

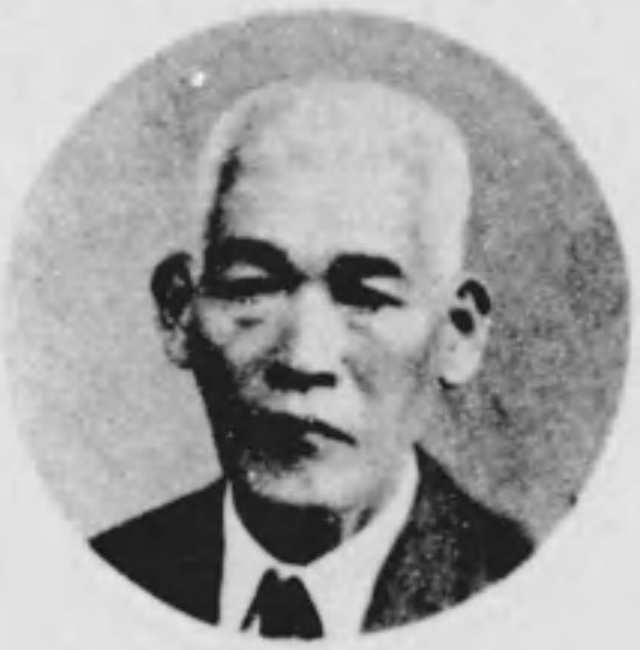
赤松 桂

赤松 桂（あかまつ かつら、1876年（明治9年）10月5日 - 1943年（昭和18年）8月26日）は、大正から昭和時代前期の政治家。愛媛県北宇和郡高光村長、宇和島市長。

## 経歴・人物
愛媛県宇和郡宇和島御殿町で士族・告森桑圃の四男として生まれ、北宇和郡高光村の旧庄屋・赤松新古の養嗣子となる。1900年（明治33年）東京専門学校（現・早稲田大学）政治科を卒業する。
1910年（明治43年）5月より郷里の高光村長を5期務めたのち、1930年（昭和5年）5月に清家吉次郎の補欠で県会議員となり、任期満了まで務めた。1936年（昭和11年）7月、宇和島市長に就任するが、任期途中の1938年（昭和13年）3月、病気を理由に辞任した。

## 親族
- 長兄：告森良（内務官僚、官選県知事）[1]
- 次兄：清水隆徳（実業家、衆議院議員）[1][2]
- 三兄：谷口長雄（医学者）[1][3]